# Лихтенштейн, Эмануэль фон
Карл Эмануэ́ль Иога́ннес Габриэль Мария Йозеф фон Лихтенштейн (нем. Carl Emanuel Johannes Gabriel Maria Joseph von Lichtenstein; 22 октября 1908, Бетльяр, Австро-Венгрия — 18 октября 1987, Грабс) — принц дома Лихтенштейнов.

## Биография
Эмануэль фон Лихтенштейн родился 22 октября 1908 года в семье принца Иоганнеса Лихтенштейнского и его супруги Марии Габриэллы Андраши де Чиксенткирали и Краснахорка.
В 1933 году вступил в скаутское движение и принимал участие в 4-м Всемирном скаутском Джамбори, проходившем в Гёдёллё (Венгрия). С 1935 по 1971 год принц Эмануэль возглавлял Национальную ассоциацию скаутов и гидов. Принц принимал активное участие в создании и распространении скаутского движения в стране.
В 1971 году принц Эмануэль был назначен почётным главным скаутом.
В 1986 году принц основал в Ломе (Того) Фонд борьбы с проказой.
Скончался 18 октября 1986 года в Грабсе, не дожив 4 дней до своего 79-летия.